# 992.
◄ | 9. stoljeće | 10. stoljeće | 11. stoljeće | ►
◄ | 960-ih | 970-ih | 980-ih | 990-ih | 1000-ih | 1010-ih | 1020-ih | ►
◄◄ | ◄ | 989. | 990. | 991. | 992. | 993. | 994. | 995. | ► | ►►
Astronomija • Knjige • Književnost • Kršćanstvo • Pravo • Promet

## Smrti
- 25. svibnja – Mješko I., poljski knez

## Vanjske poveznice
|  | Zajednički poslužitelj ima još gradiva o temi 992. |